# Polnische Eishockeyliga 1936/37
Die Saison 1936/37 war die neunte Austragung der polnischen Eishockeymeisterschaft. Meister wurde zum ersten Mal in der Vereinsgeschichte überhaupt KS Cracovia.

## Modus
Die fünf besten Mannschaften Polens qualifizierten sich für das Finalturnier. Der Erstplatzierte des Finalturniers wurde Meister. Für einen Sieg erhielt jede Mannschaft zwei Punkte, bei einem Unentschieden gab es einen Punkt und bei einer Niederlage null Punkte.

## Qualifikation
- KS Cracovia – Pogoń Lwów 3:1/6:2

## Finalturnier
|    | Klub            |
| -- | --------------- |
| 1. | KS Cracovia     |
| 2. | AZS Warszawa    |
| 3. | KTH Krynica     |
| 4. | Czarni Lwów     |
| 5. | KS Warszawianka |